# Turznica
Pour l’article homonyme, voir Turznica.
Turznica est un village polonais de la voïvodie de Varmie-Mazurie, dans le powiat d'Ostróda.